# ماونت سیگنال (کالیفرنیا)
ماونت سیگنال (به انگلیسی: Mount Signal) یک منطقهٔ مسکونی در ایالات متحده آمریکا است که در شهرستان ایمپریال، کالیفرنیا واقع شده‌است. ماونت سیگنال -۴ متر بالاتر از سطح دریا واقع شده‌است.